# Nightmare - Dal profondo della notte
Nightmare - Dal profondo della notte (A Nightmare on Elm Street) è un film horror del 1984 scritto e diretto da Wes Craven.
Nel 2021 il film è stato selezionato per la conservazione nel National Film Registry degli Stati Uniti dalla Biblioteca del Congresso come "culturalmente, storicamente o esteticamente significativo".

## Trama
1981, Springwood (Ohio). Nel quartiere di Elm Street, l'adolescente Christina "Tina" Grey è vittima di un incubo terrificante: dispersa nei locali caldaia di una fabbrica abbandonata, tenta disperatamente di fuggire da un misterioso uomo terribilmente ustionato che, armato d'un guanto lercio munito di quattro coltelli affilati, vuole ucciderla; nell'istante in cui viene raggiunta, Tina si risveglia di soprassalto nel proprio letto, rinvenendo con orrore quattro squarci nella sua camicia da notte.
Il giorno successivo, Tina racconta l'accaduto all'amica Nancy Thompson, sua coetanea che vive con la madre Marge, una donna divorziata, depressa e alcolizzata, che, sebbene ammetta di aver fatto anche lei dei brutti sogni, finisce per minimizzare l'accaduto. Quando la madre e il suo compagno partono per una vacanza a Las Vegas, Tina, ancora scossa, convince i Nancy e il suo ragazzo Glen Lantz a trascorrere la notte da a lei, scoprendo così di aver fatto tutti e tre lo stesso incubo. Nel corso della serata, ai tre si aggiunge anche Rod Lane, il ragazzo di Tina, che dopo aver fatto l'amore con lei le rivela inaspettatamente di aver avuto un incubo terribile per poi addormentarsi senza aggiungere altro. 
Nel cuore della notte, strani eventi inquietano il sonno dei quattro adolescenti (es.: nella stanza dove dorme Nancy, il crocifisso si stacca più volte dalla parete e le mura) in particolare quelli di Tina che, svegliata da mostruosi sussurri provenienti dall'esterno della casa, si reca da sola in giardino, imbattendosi nuovamente nell'uomo dell'incubo che la afferra poco prima che possa rifugiarsi in casa. Le grida di Tina risvegliano Rod che assiste all'omicidio della sua fidanzata senza poter fare nulla: Tina, infatti, è ancora a letto ma si dimena tra grida strazianti mentre un aggressore immateriale la trascina in aria e delle ferite prodotte da lame invisibili le squarciano il corpo uccidendola. Rod, incapace di spiegarsi l'accaduto e consapevole che verrà ingiustamente accusato dell'omicidio, fugge dalla finestra, proprio quando Glen e Nancy irrompono nella camera e rinvengono il cadavere dell'amica in una pozza di sangue.
Terrorizzata Nancy chiama il padre, il tenente Donald Thompson, che impone ai suoi agenti di pedinare Nancy, certo che Rod, che ritiene l'assassino, la inseguirà e, infatti, il mattino seguente, Nancy viene avvicinata da Rod, il quale fa appena in tempo a professarsi innocente prima di venir arrestato. 
Poco dopo, Nancy, recatasi a scuola, ha la una vivida allucinazione di Tina che, involta in un sacco per cadaveri insanguinato, le chiede di seguirla sino ai locali caldaia dell'edificio dove Nancy si imbatte nell'uomo dal volto ustionato. Capito di trovarsi in un incubo, Nancy, per svegliarsi, si scotta intenzionalmente il braccio contro una delle tubature roventi, risvegliandosi bruscamente in classe e appurando di non aver mai lasciato il suo banco ma di avere una bruciatura sul braccio. Questo, e l'aver sentito Rod dire che credeva di star avendo un altro dei suoi incubi quando Tina veniva uccisa, convincono Nancy dell'innocenza di Rod. Quando poi, quella stessa sera, mentre si addormenta accidentalmente nella vasca da bagno, l'oscura presenza la trascina sottacqua fin quasi ad annegarla, Nancy decide di rimanere sveglia usando caffeina e dei farmaci stimolanti, non prima, però, di aver tentato, un'ultima volta, di scoprire chi è il mostro dei suoi incubi. È così che, incaricato Glen, che abita di fronte a lei, di svegliarla qualora sia necessario, si addormenta per andare alla ricerca del suo anonimo aggressore e così, vagando in un'onirica Elm Street, giunge al dipartimento di polizia dove, nella cella di Rod, incontra l'assassino. Mentre l'essere la rincorre sino all'ingresso della sua abitazione decomponendo le scale sotto i suoi piedi per prenderla, Nancy, dopo aver invocato inutilmente l'aiuto di Glen che si è addormentato, riesce a rintanarsi nella sua stanza dove, però, viene aggredita dal mostro, affiorato attraverso lo specchio; a interrompere il sogno, e quindi la violenta lotta, ci pensa il suono della sveglia, che risveglia la ragazza riportandola nel mondo reale.
Capito che Rod sarà la prossima vittima del mostro, Nancy e Glen si recano di corsa al dipartimento di polizia ma è troppo tardi, giacché il giovane è appena morto nella sua cella a causa di una presunta impiccagione con un lenzuolo. Il decesso sarà archiviato come suicidio. 
Quando poi Nancy fornisce ai genitori una descrizione accurata del vero killer - un uomo dal viso ustionato con un sudicio cappello marrone, un maglione a strisce rosse e verdi e un guanto munito di quattro artigli affilati - i due rimangono stranamente colpiti, al punto che Marge decide di condurla in una clinica psichiatrica dove Nancy viene sedata dai medici: Nancy, a causa dell'ennesimo incubo, subisce un'alterazione dei valori mentali così viene soccorsa dai medici e da sua madre e, risvegliatasi, ha quattro profonde ferite al braccio sinistro, ciocche di capelli scolorite dal terrore e un cappello impolverato stretto tra le mani - l'ha strappato dalla testa del suo aggressore.
Sebbene vede essa stessa l'oggetto, Marge, fieramente fronteggiata dalla figlia in cerca della verità, rivela che il proprietario di quel cappello non può essere in alcun modo il responsabile degli omicidi, essendo egli già morto da 15 anni: Freddy Krueger era un infanticida che viveva nel quartiere ma che, sebbene condannato, venne liberato a causa di vizio di forma - un giudice non aveva firmato la condanna - e così i genitori della città (tra cui i genitori di Nancy, Rod, Glen e Tina) lo trovarono e bruciarono vivo nelle caldaie abbandonate dove era solito portare i bambini. Nancy coglie a questo punto l'intento di Freddy, ossia vendicarsi di chi lo uccise assassinandone, attraverso i loro incubi, i figli sopravvissuti.
Mentre Marge, terrorizzata, decide di fare ingabbiare le finestre della casa, Nancy, dopo aver telefonato a Glen per avvertirlo del pericolo e ammonirlo di non addormentarsi, cerca di attirare Krueger fuori dal suo sogno e ucciderlo ma, dato che Glen, non credendo alle parole di Nancy, si addormenta, Freddy ignora Nancy e si dirige a uccidere brutalmente il suo ragazzo allo scoccare della mezzanotte. 
È così che Nancy, decisa a catturare da sola il killer, innescate delle trappole anti-uomo in tutta la casa e nelle caldaie del sottoscala, si addormenta e s'imbatte in Freddy Krueger, avvinghiandosi a lui proprio poco prima di svegliarsi e riuscendo, così, a trarlo fuori con sé dal suo incubo. Inseguendo la ragazza nella realtà, Freddy incappa nelle trappole innestate da Nancy, che riesce a dargli fuoco in cantina, allertando con le proprie grida il padre, ancora appostato intorno all'abitazione di Glen. Donald sfonda la porta e, sebbene la cantina sia in fiamme, le tracce infuocate dell'assassino conducono al piano superiore, dove giace il corpo carbonizzato di Marge che viene assorbito, insieme al suo carnefice, dal letto. Nancy, resasi allora conto di non essersi davvero svegliata e che è proprio la paura delle sue stesse vittime a fornire a Freddy l'energia necessaria per uccidere, volta le spalle a Freddy sottraendogli con la propria apatia ogni briciolo di vitalità; è così che Freddy, riemergendo dal letto ardente di Marge, si smaterializza nel tentativo di ucciderla.
Nancy, vittoriosa, esce dalla stanza della madre ritrovandosi sotto il portico della sua casa: è una mattinata serena, le ferite sul suo braccio sono scomparse, Marge è accanto a lei, in perfetta salute, e i suoi amici, Tina, Glen e Rod, sono lì fuori ad aspettarla per andare a scuola in auto tutti insieme. Nancy si convince così che tutto sia tornato alla normalità, ma una volta salita a bordo dell'auto, le portiere, i finestrini e il tettuccio della vettura - stranamente guarnita da strisce rosse e verdi - si serrano e l'auto parte da sola poi, mentre Nancy, che capisce di trovarsi ancora in un incubo, grida disperata e sul marciapiede, tre bambine vestite di bianco saltano la corda, cantando la filastrocca dell'uomo nero, Marge viene afferrata e trascinata in casa dalla mano guantata di artigli di Freddy Krueger.

## Produzione
Già nel 1981, Wes Craven iniziò a presentare la sceneggiatura a varie major, ma nessuna volle saperne di acquistarlo e passarono ben quattro anni prima dell'erogazione dei primi finanziamenti che consistevano in una somma molto inferiore a quella della maggior parte delle produzioni americane. Il film venne quasi annullato a lavori appena iniziati per mancanza di fondi: al principio la Smart Egg Productions avrebbe dovuto investirvi 1.000.000$, ma si ritirò a riprese ormai avviate da parecchi giorni così John H. Burrows dovette rimetterci di tasca propria, per poi persuadere di nuovo la Smart Egg Productions ad investire altri 200.000$; alla fine, il produttore della New Line Cinema, Robert Shaye, riuscì ad alzare il budget fino a 1.800.000$. Il film si rivelò un successo con un incasso al box office di 26.000.000$ - i 1.800.000$ spesi furono recuperati interamente nel solo weekend di apertura - e riuscì a salvare la New Line Cinema dalla bancarotta - per questo fu poi ironicamente apostrofata come "la casa che Freddy costruì". 
A differenza di molti film splatter del periodo, Nightmare è fondamentalmente un horror di suggestione psicologica, infatti traduce in realtà cinematografica la figura dell'uomo nero; inoltre l'atmosfera onirica aiutò a creare scene crepuscolari che non si basano esclusivamente sulla truculenza degli effetti speciali (comunque abbastanza notevoli per l'epoca), ma anche sui collaudati meccanismi della suspense e della evocazione.
Successivamente Wes Craven rivelò di aver avuto l'idea per la trama leggendo una serie di articoli del Los Angeles Times inerenti ai membri di un gruppo di rifugiati del sud-est asiatico scappati dalla tribù Hmong, i quali, a distanza d'un anno dal loro arrivo negli USA, perirono tutti tra le convulsioni durante incubi orripilanti: il più giovane e sano di loro ebbe incubi tremendi dopo i quali si rifiutò di dormire e, quando crollò per lo sfinimento della prolungata deprivazione, si risvegliò tra urla strazianti per poi decedere misteriosamente pochi istanti dopo; fu l'impossibilità dei medici legali di risalire alle cause del decesso ad intrigare la fantasia di Craven. Anche l'idea del guanto artigliato fu del regista che, studiando le paure primarie radicate nel subconscio collettivo di tutte le culture, scoprì che una di queste fosse l'attacco di animali muniti di artigli. Quando poi vide il suo gatto mostrargli gli artigli, i due aspetti si fusero offrendogli lo spunto - anche se nella scrittura originale le lame erano in realtà coltelli da pesca. Il guanto originale fu utilizzato anche in Nightmare 2 - La rivincita ma venne smarrito durante le riprese di Nightmare 3 - I guerrieri del sogno per poi venir ritrovato nel 2011 da un collezionista. La luminescenza del guanto fu ottenuta attaccandolo ad una batteria per auto e lo stridore delle lame lo si ottenne registrando il raschiare di un coltello da cucina contro il sedile d'una sedia di ferro.
Il concetto originario di Craven per Freddy Krueger era considerevolmente più terrificante, con denti che gli sporgevano dalla mascella oltre le carni, pus colante tra le piaghe e una parte del cranio visibile attraverso il capo, ma quando il truccatore David B. Miller gli spiegò che non sarebbe stato possibile truccare convincentemente un attore in quel modo e che un manichino sarebbe stato difficilissimo da animare e da coordinare con gli attori, le idee di partenza vennero abbandonate. Alla fine, David B. Miller si basò sulle foto di persone ustionate presenti al centro medico UCLA. Il direttore della fotografia Jacques Haitkin indossò un eyepatch - benda nere in rilievo, generalmente adoperata da chi ha perso un occhio - durante le riprese, in modo da non poter essere distratto da nient'altro sul set. Per l'abbigliamento di Freddy, Craven aveva inizialmente scelto un maglione rosso e giallo - i colori indossati da Plastic Man che, come Freddy, poteva cambiare forma - ma poi optò per replicare gli indumenti indossati da un vagabondo che, nel cuore della notte, aveva fissato sinistramente il regista attraverso la finestra della sua cameretta quando aveva solo dieci anni; rimase però l'idea che, come per Plastic Man, qualsiasi aspetto Freddy avesse assunto (persone o cose), gli sarebbe sempre rimasto di riferimento il colore rosso e verde. Fu l'allora fidanzato di Heather Langenkamp a comporre la filastrocca in rima dell'uomo nero. 
La scena in cui Nancy annega nella vasca da bagno venne girata utilizzando una finta vasca senza fondo, piazzata in un set riproducente una stanza da bagno costruito sopra una piscina. Durante le clip girate sott'acqua la Langenkamp - che trascorse ben dodici ore all'interno della vasca - fu rimpiazzata dalla stuntwoman Christina Johnson. Per la scena del geyser di sangue i film-makers usarono un set reversibile ma, durante la prima ripresa, a causa di un'errata gradazione del capovolgimento della stanza, il sangue pompato - in realtà acqua arrossata con colorante alimentare - anziché fluire in linea retta deviò nella porta adiacente dov'erano collocate le mdp e le altre attrezzature, bruciando cavi, fusibili e facendo saltare la corrente, fortunatamente senza ferire nessuno.

### Casting
Inizialmente Craven fece interpretare Freddy da uno stunt-man ma, dopo diversi ciack, si rese conto di aver bisogno di qualcuno che sapesse anche recitare, così, dopo un breve casting, scelse Robert Englund; tuttavia nella prima scena in cui vediamo Freddy, questi è interpretato dall'addetto agli effetti speciali Charles Belardinelli, il solo della crew che sapesse come inserire le lame nel guanto. Robert Englund impostò la fisicità di Freddy basandosi sulla performance di Klaus Kinski per Nosferatu - Il principe della notte e creando un personale retroscena infantile che traumatizzò Freddy - il mancato ricevimento di una cartolina d'amore per San Valentino - il quale prendeva spunto da un fatto reale: durante gli anni della scuola, lui e i suoi compagni di classe preparavano cartoline d'amore da dare, il 14 febbraio, ad un/a compagno/a ma, un anno, uno di loro non la ricevette. 
Oltre a Robert Englund, il film è interpretato da Heather Langenkamp nel ruolo della final girl Nancy Thompson, John Saxon nel ruolo del tenente Donald Thompson, Ronee Blakley nel ruolo della Sig.ra Marge Thompson e Amanda Wyss nel ruolo dell'amica Christina "Tina" Gray, la prima vittima del film. Per il ruolo del tenente Thompson, fu inizialmente convocato Roy Scheider che, però dovette rinunciare poiché già impegnato con le riprese di 2010 - L'anno del contatto, e la parte andò appunto a John Saxon. Per il ruolo di Glen Lantz, il fidanzato di Nancy, vennero considerati John Cusack, Brad Pitt, Kiefer Sutherland, Nicolas Cage, C. Thomas Howell e Charlie Sheen - quest'ultimo non venne preso perché, nonostante l'attore fosse particolarmente interessato alla parte, il cachet da lui richiesto era troppo alto per il budget complessivo - ma, alla fine, la parte fu assegnata all'esordiente Johnny Depp giacché la figlia del regista lo definì un "tipo da sogno". Per la parte di Rod Lane, il fidanzato di Tina, inizialmente fu scelto Ralph Macchio - poi noto per Karate Kid - ma poi si optò per Jsu Garcia.

## Distribuzione
Il film è stato distribuito negli Stati Uniti dalla New Line Cinema il 9 novembre 1984 e in Italia dalla Artisti Associati l'8 agosto 1985.

### Divieti
Negli Stati Uniti il film è vietato ai minori di 17 anni non accompagnati mentre, in Italia, fu inizialmente vietato ai minori di 18 anni per poi, in seguito al taglio di alcune scene, venir abbassato a vietato ai minori di 14 anni il 28 gennaio 1986.

### Censura
In Italia esistono due versioni del film: quella estesa e vietato ai minori di 18 anni è quella vietato ai minori di 14 anni più corta di circa due minuti rispetto all'originale a causa del taglio delle scene più violente (es.: l'uccisione di Tina fu quasi completamente censurata così come il massacro di Glen dopo esser sprovvisto all'esser inglobato dal letto). 
In una versione estesa della scena nella quale Marge rivela a Nancy l'identità di Freddy - tagliata e poi recuperata nel LaserDisc e nella VHS della Anchor Bay - apprendiamo che Nancy e i suoi amici avevano tutti fratelli e/o sorelle più grandi morti assassinati in tenerissima età da Freddy Krueger.
Molte scene extra tagliate dal montaggio finale, visibili nell'edizione speciale Anchor Bay del 1996, non hanno lo score di Charles Bernstein, che per allora non aveva ancora composto la colonna sonora. Queste furono quindi musicate con musiche pre-esistenti di altre fonti. Tra queste, "Final Exam" di Gary S. Scott - che avrebbe poi musicato molti episodi della serie TV "Freddy's Nightmares". 
Nello script originale, a fine film Nancy uccideva Krueger cessando di credere alla sua esistenza e, risvegliatasi e scoperto che era stato tutto solo un incubo salutava la madre e andava con gli amici a scuola ma Robert Shaye, volendo un twist ending che avrebbe permesso un eventuale sequel, suggerì di far solo credere che Freddy fosse stato definitivamente sconfitto, per poi rivelare che l'epilogo è sua volta un incubo, terminando quindi il film con Krueger alla guida dell'auto con a bordo i quattro ragazzi. Craven, detestando questo finale, in quando, a sua detta, avrebbe dovuto attenersi al finale da lui composto, girò quattro finali alternativi a quello di Shaye. 

## Sequel
Questo film ha avuto sei sequel, un crossover con la saga di Venerdì 13 e un remake.
- Sequel:
  - Nightmare 2 - La rivincita (A Nightmare on Elm Street Part 2: Freddy's Revenge) (1985), regia di Jack Sholder
  - Nightmare 3 - I guerrieri del sogno (A Nightmare on Elm Street 3: Dream Warriors) (1987), regia di Chuck Russell
  - Nightmare 4 - Il non risveglio (A Nightmare on Elm Street 4: The Dream Master) (1988), regia di Renny Harlin
  - Nightmare 5 - Il mito (A Nightmare on Elm Street 5: The Dream Child) (1989), regia di Stephen Hopkins
  - Nightmare 6 - La fine (Freddy's Dead: The Final Nightmare) (1991), regia di Rachel Talalay
  - Nightmare - Nuovo incubo (Wes Craven's New Nightmare) (1994), regia di Wes Craven

- Crossover:
  - Freddy vs. Jason (2003), regia di Ronny Yu

- Remake:
  - Nightmare (A Nightmare on Elm Street) (2010), regia di Samuel Bayer